# Richard Grieco
Richard John Grieco Jr. (Watertown, 23 marzo 1965) è un attore e modello statunitense.

## Biografia
Grieco nasce a Watertown, nello stato di New York, il 23 marzo del 1965 da padre statunitense di origini italiane, Richard John Grieco Sr., e da madre statunitense di origini irlandesi, Carolyn O'Reilly. Dopo aver giocato a football per la Central Connecticut State University, ed aver lavorato come modello, Grieco interpreta il personaggio di Rick Gardner nella soap opera One Life to Live dal 1985 al 1987. Nel 1988, Grieco compare nel ruolo del Detective Dennis Booker nel popolare telefilm 21 Jump Street e nel suo spinoff Booker.
Il debutto al cinema avviene nel 1991 con il film Un agente segreto al liceo del 1991 a cui seguono numerosi ruoli. Nel 1994 firma un contratto con una casa discografica tedesca con la quale pubblica il cd Waiting for the Sky to Fall. Nel 2004 l'attore, grazie alla collaborazione con la manager Cheryl Bogard, ha formato il gruppo musicale Wasteland Park. Recentemente Grieco ha fatto parte del cast del telefilm Veronica Mars.

## Filmografia parziale

### Cinema
- Un agente segreto al liceo (If Looks Could Kill), regia di William Dear (1991)
- L'impero del crimine (Mobster), regia di Michael Karbelnikoff (1991)
- Tomcat: Dangerous Desires, regia di Paul Donovan (1992)
- Bolt, regia di Henri Colline e George Mendeluk (1994)
- The Demolitionist, regia di Robert Kurtzman (1995)
- Mutual Needs, regia di Robert Angelo (1997)
- Against the Law, regia di Jim Wynorski (1997)
- The Journey: Absolution, regia di David DeCoteau (1998)
- Sinbad: The Battle of the Dark Knights (1998)
- Ultimate Deception, regia di Richard A. Colla (1998)
- Captive, regia di Roger Cardinal (1998)
- Blackheart - Quest of a Serial Killer (1998)
- Il fiore del silenzio (The Gardener), regia di James D.R. Hickox (1998)
- A Night at the Roxbury, regia di John Fortenberry (1998)
- La ragazza di Las Vegas (Heaven or Vegas), regia di Gregory C. Haynes (1998)
- Final Payback, regia di Art Camacho (2000)
- Point Doom, regia di Art Camacho (2000)
- Vital Parts, regia di Craig Corman (2001)
- Manhattan Midnight, regia di Alfred Cheung (2001)
- Sexual Predator, regia di Robert Angelo e Rob Spera (2001)
- Death, Deceit and Destiny Aboard the Orient Express, regia di Mark Roper (2001)
- Sweet Revenge, regia di Gordon McLennan (2001)
- Fish Don't Blink, regia di Chuck DeBus (2002)
- Webs, regia di David Wu (2002)
- Evil Breed: The Legend of Samhain, regia di Christian Viel (2002)
- Dead Easy, regia di Neal Sundstrom (2004)
- Raiders of the Damned, regia di Milko Davis (2005)
- Forget About It, regia di BJ Davis (2006)
- Almighty Thor, regia di Christopher Ray (2011)
- Cats Dancing on Jupiter, regia di Jordan Alan (2011)
- AE: Apocalypse Earth, regia di Thunder Levin (2013)
- 22 Jump Street, regia di Phil Lord e Christopher Miller (2014)
- Loan Me a Dime, regia di Paul John e Gregory Jayson Wilson (2018)

### Televisione
- Una vita da vivere (One Life to Live) - serie TV,1 episodio (1985-1987)
- Casalingo Superpiù (Who's the Boss?) - serie TV,1 episodio (1988)
- 21 Jump Street - serie TV, 18 episodi (1988-1989)
- Booker - serie TV, 22 episodi (1989-1990)
- Born to Run, regia di Albert Magnoli - film TV (1993)
- Vittima di un amore (Sin and Redemption), regia di Neema Barnette - film TV (1994)
- Marker - serie TV (1995)
- It Was Him or Us, regia di Robert Iscove - film TV (1995)
- Circuito mortale (Inhumanoid), regia di Victoria Muspratt - film TV (1996)
- When Time Expires, regia di David Bourla - film TV (1997)
- Book of Days, regia di Harry Ambrose - film TV (2002)
- Phantom Force, regia di Christian McIntire - film TV (2004)
- Veronica Mars - serie TV, 3 episodi (2007)
- Gone Country - serie TV (2009)

## Doppiatori italiani
- Gianluca Tusco in Un agente segreto al liceo
- Massimo Lodolo in Circuito mortale